# Abdalazize Hotaqui
Xá Abdalazize Hotaqui (morto em 1717) (pastó: عبد العزیز هوتک‎) foi o segundo governante do Império Hotaqui de Candaar, no que é agora é o Afeganistão contemporâneo. Ele foi coroado em 1715 após a morte de seu irmão, Miruais Hotaqui. Ele é o pai de Axerafe Hotaqui, o quarto governante do Império Hotaqui. Abdalazize foi morto pelo sobrinho Mamude Hotaqui em 1717.

## Primeiros anos
Abdalazize nasceu em uma família rica e política bem conhecida da área de Candaar. Sua família estava envolvida nos serviços sociais da comunidade há muito tempo. Ele era filho de Salim Cã e Nazo Tokhi (também conhecida como "Nazo Anaa"), neto de Carum Cã e bisneto de Ismail Cã, um descendente de Maliquiar, o antigo líder dos Hotaqui. Os Hotaqui são um ramo forte dos Ghilji, uma das principais tribos entre os Pastós. Haji Amanulá Hotaqui declara em seu livro que a tribo Guilji são originados de  Ghowr or Guerje. Essa tribo mais tarde migrou para o sul do Afeganistão e se multiplicou nessa área.
Em 1707, Candaar estava em estado de caos devido as lutas pelo controle entre os safávidas xiitas e os mogóis sunitas da Índia. Miruais Cã, um chefe tribal sunita cuja influência com seus compatriotas fizeram dele um objeto de suspeita, foi mantido como prisioneiro político pelo governador safávida na região, Gurgin Cã, e enviado para o tribunal safávida em Ispaã. Mais tarde, ele foi libertado e teve até mesmo permissão para se encontrar com o Xá, Sultão Huceine, em uma base regular. Tendo semeado a semente da falsa confiança e completamente congraçar-se com o Tribunal persa, Miruais procurou e obteve permissão para realizar a peregrinação a Meca no Império Otomano. Ele tinha estudado cuidadosamente todas as fraquezas militares dos até então fortemente diminuídos safávidas enquanto ele passou um tempo com eles.
Em 1709, quando Mirwais e Abdalazize começaram a organizar seus compatriotas para uma grande revolta, e quando uma grande parte da guarnição persa estava em uma expedição fora da cidade, os seguidores de Mirwais e Abdalazize venceram o restante dos soldados e mataram o maior número deles, incluindo Gurgin Cã.
As tribos pastós se irritaram com as safávidas dominantes por causa de suas contínuas tentativas de convertê-los à força de sunitas para os xiitas. Depois que Gurgin Cã e sua escolta foram mortos durante um piquenique em abril de 1709, a tribo Hotaqui assumiu o controle da cidade e da província. Os rebeldes pastós, em seguida, derrotaram um grande Quizilbache e o persa exército, enviado de volta para ganhar o controle sobre a área.

## Morte
Abdalazize quis fazer um acordo de paz com os persas, mas o grupo da nobreza era contra a ideia, então eles forçaram Mamude Hotaqui a assassina-lo em 1717. No mesmo anos ele foi sucedido por, consequentemente, Mamude Hotaqui.

Abdalazize está enterrado em mausoléu próximo a seu irmão na seção de Cocarã da cidade de Candaar no Afeganistão.